# (5112) Kusaji
(5112) Kusaji (1987 SM13) – planetoida z pasa głównego asteroid okrążająca Słońce w ciągu 3,21 lat w średniej odległości 2,17 j.a. Odkryta 23 września 1987 roku.